# Jette Hering
Jette Hering (3 novembre 1993) è un'attrice tedesca.

## Biografia
Ha iniziato nel film del 2006 Le galline Selvatiche, film che parla di una banda di ragazzine alle prese con i giochi di infanzia e di lotta tra bande, (soprattutto con la banda maschile, acerrima nemica dei "Pigmei") in cui ha assunto il ruolo di Wilma, una ragazzina molto intelligente e piena di talento, che deve però trovare ancora la sua vocazione. Nel secondo capitolo di Le galline Selvatiche e l'Amore, invece, lei e le sue amiche hanno circa 13 anni, età in cui nascono i primi amori... e continuano le amicizie. Infatti mentre tutte le sue amiche si sono prese una cotta, lei non ha ancora trovato il ragazzo giusto. Un giorno Wilma bacia un ragazzo, Riky, però lei non prova nulla. Infatti dopo una litigata con una delle galline, Melanie, si scopre che Wilma è innamorata di Leonie, una loro compagna. Nel 2009  ha interpretato sempre Wilma in "Le galline Selvatiche e la vita", dove finalmente trova la sua vocazione, la recitazione, che ha già avuto modo di sperimentare nel secondo capitolo delle galline selvatiche (è proprio alle prove dello spettacolo scolastico in Le galline selvatiche e l'amore che si innamora di Leonie).
Nel 2008 ha recitato nella puntata Viaggio di nozze in Cile nella serie ZDF Crociera della felicità interpretando Sophie Schirmer.
Nel 2023 nella periferia di Monaco di Baviera.

## Filmografia

### Cinema
- Le galline Selvatiche (Die Wilden Hühner), regia di Vivian Naefe (2006)
- Le galline Selvatiche e l'amore (Die Wilden Hühner und dir Liebe), regia di Vivian Naefe (2007)
- Le galline Selvatiche e la vita (Die Wilden Hühner und das Leben), regia di Vivian Naefe (2009)

### Televisione
- Crociera della felicità (Kreuzfahrt ins Glück) – serie TV, un episodio (2008)
- Krimi.de – serie TV, un episodio (2010)